# Рожков, Василий Николаевич
Васи́лий Никола́евич Рожко́в (1926—1990) — заведующий складом взрывчатых материалов на шахте «Коксовая» (Прокопьевск), Герой Социалистического Труда.

## Биография
Родился 1 февраля 1926 года в крестьянской семье в селе Новая Нявка (ныне — Нижнеломовского района Пензенской области). Окончил 7 классов сельской школы и курсы трактористов. Трудовую деятельность начал на шахте «Коксовая» (бывшая имени И. В. Сталина, потом «Коксовая-1» — угледобывающее предприятие в г. Прокопьевск Кемеровской области) в 1948 году забойщиком на 21 участке.
С 1952 года работал горным мастером, помощником начальника участка № 2. Выйдя на пенсию, продолжал работать на шахте заведующим складом взрывчатых материалов.
1 декабря 1990 года погиб в дорожно-транспортном происшествии.

## Награды
- орден Ленина (1966)
- звание Героя Социалистического Труда (1971) с вручением медали «Серп и Молот» (№ 17760) и ордена Ленина (№ 406206)
- знак «Шахтёрская слава» 3-х степеней[1].